# Рогачі
Рогачеві, або рогачі, або гребеневу́сі (лат. Lucanidae Latreille, 1804) —- родина з ряду жуків, яка налічує близько 1200 видів.
Особливістю родини є наявність колінчастих гребенястих вусиків, які не утворюють булави. Для самців багатьох видів характерна гіпертрофія щелеп, які нагадують роги, звідки і походить назва родини «гребеневу́сі». Пліній Старший зауважував, що Нігідій назвав жуків-оленів lucani за назвою Луканії — області Італії, де їх використовували як амулети. Найвідомішим видом є жук-олень, який зустрічається на більшій частині території Європи. Великі жуки, близько 5 см завдовжки, деякі — до 8 см.

## Морфологія
Імаго. Особливо типова будова мандибул (щелеп), які у самців більшості видів добре розвинені і забезпечені відростками і зубцями. У самиць мандибули розвинені значно менше.
Довжина тіла від 10 до 115 мм. Більшість темного, чорного, коричневого, бурого забарвлення, проте ряд тропічних видів забарвлені в помаранчеві і зелені кольори, або мають металевий, золотистий блиск. Вусики відносно довгі, їх кінцеві членики зближені слабо і утворюють булаву; булава гребінчаста.
Серед тропічних рогачів багато володіють дуже химерною формою, великими розмірами і яскравим забарвленням.
Личинка. Личинки рогачів С-подібні, з темною головою і м'яким білим тілом, що складається з 13 сегментів. Вони розвиваються в гниючій деревині — в колодах, пнях, дуплах, де живляться за рахунок перегною або детриту рослинного походження. Тіло личинок кремового кольору з прозорими верхніми покривами. Личинкова стадія у деяких видів триває до п'яти років.

## Систематика
Всього налічується понад 1000 видів рогачів.

## Екологія
Рогачів приваблює сік, що витікає з поранених дерев. При наближені небезпеки, жуки зазвичай завмирають, що робить їх гарними фотооб'єктами.
Більшість видів зустрічається в тропічних лісах з теплими кліматом і достатком гнилої деревини найрізноманітніших порід дерев.